# 5.9천년 사건

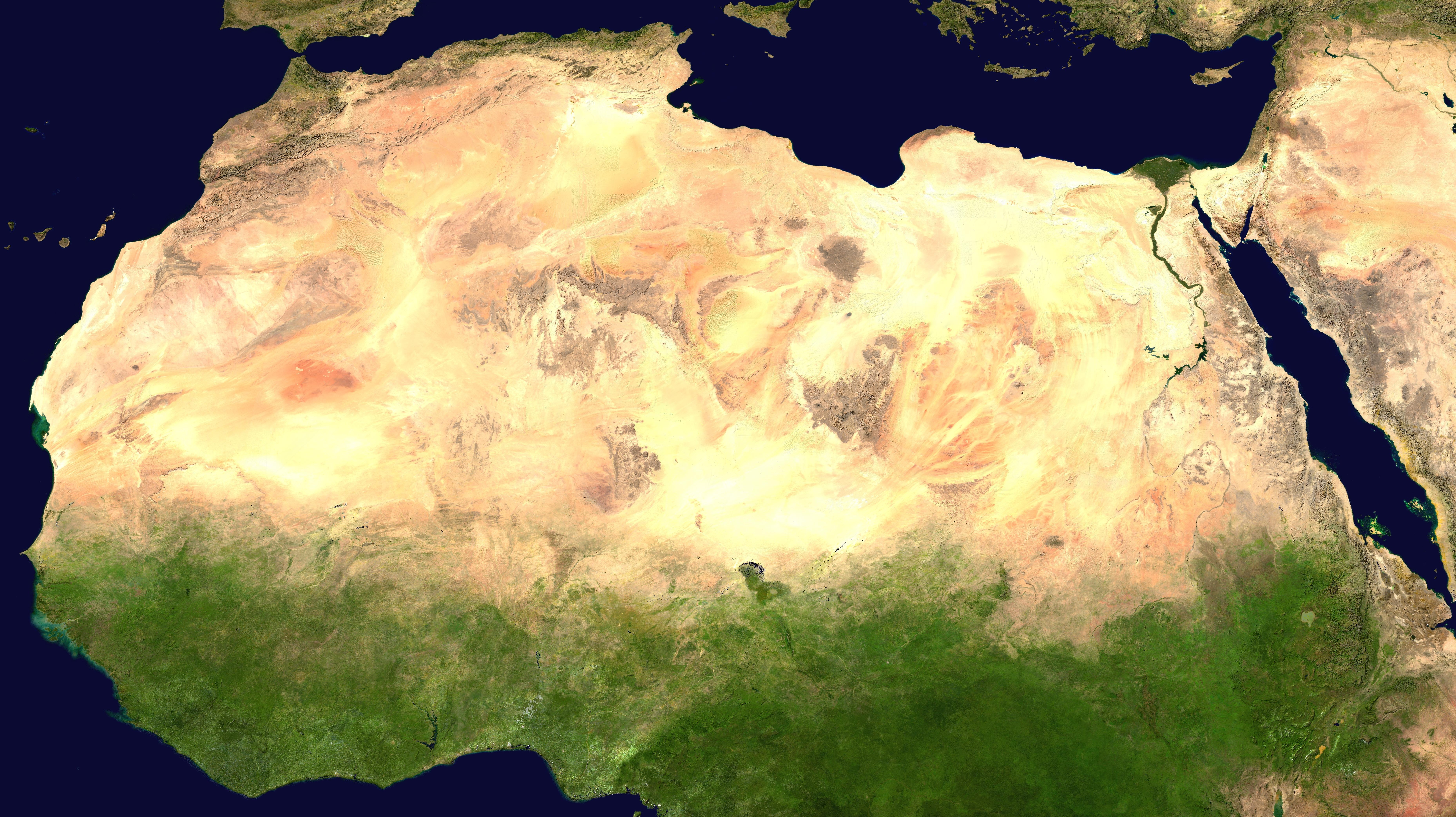
사하라의 위성 사진. 남쪽으로 콩고 우림이 보인다.

5.9천년 사건(5.9 kiloyear event)은 홀로세에 일어난 가장 심각한 사막화 중 하나이다. 기원전 3900년경(지금으로부터 5,900년 전)에 발생했으며, 이로 인해 녹색 사하라의 신석기 시대가 절단나게 되었고, 결과적으로 북아프리카 중부 사하라 지역에서 나일강 유역 등지로의 이주가 가속화되었다.
이는 사하라 펌프 이론의 마지막 단계와 관련이 있으며, 아마도 북쪽 지역에서 다섯 세기 동안 기후가 좀 더 추워진 일과 함께 사하라 사막의 제일 최근의 건조화를 촉발시켰을 것이다. 이는 나일강으로의 인구이동을 촉발시켰고, 결국 기원전 제4천년기에 최초의 복잡한, 고도로 조직된, 국가 수준의 사회의 출현을 이끌었다. 이 사건은 유럽의 장기간의 한랭화를 야기하여 고유럽 문명의 쇠퇴와, 폰투스-카스피 스텝 지대에서 발칸반도로의 인도유럽인의 이동을 촉발시켰다.

## 원인
클라우젠 외의 사람들이 제시한 모델은 (1999) 한랭화에 뒤따른 초목과 대기의 상호작용을 동반한 급격한 사막화, Bond event 4를 제안했다. 본드 외의 사람들은 (1997) 빙하에 쓸린 흔적과 여타의 사건을 토대로, 현재는 본드 사건이라 불리며, 대략 1500 ± 500년마다 찾아오는 준주기적인 대서양의 한랭화의 존재를 의미하는, 기원전 2,900여 년의 북대서양의 한랭화를 정의했다. 어떠한 이유로 인해, 8.2천년 사건을 포함한 이전의 모든 건조화 사건은 이후에 기원전 8,000~4,000년 사이에 사하라 사막의 기후가 습해짐에 따라 복구되었다. 하지만 5.9천년 사건 이후에는 천년 간 건조화가 가속화됨에 따라 잘해야 부분적인 복구에 그친 것으로 보인다.
예를 들어 크레마스키는 (1998) 증가하는 풍식, 모래의 침범, 바위 건물의 지붕의 붕괴를 통해 리비아 남서부의 아카쿠스 산맥의 급격한 사막화의 발생에 대해 묘사한다. 5.9천년 사건은 중국의 얼하이호의 침전물에도 한랭기를 기록했다.

## 영향
아라비아 반도 동쪽에서, 5.9천년 사건은 사회적 복잡성의 증가에 기여했을 수 있으며, 이는 곧 우바이드 기의 종말과 남부 메소포타미아의 티그리스, 유프라테스 강 하구에서의 최초의 국가 사회의 탄생을 의미한다.
이 사건은 중앙 북부 아프리카에서 나일강으로의 인구 이동을 야기했고, 결국 기원전 제4천년기에 최초의 복잡한, 고도로 조직된, 국가 수준의 사회의 출현을 이끌었다.
이 사건은 유럽의 장기간의 한랭화를 야기하여 오래된 유럽의 쇠퇴와, 폰투스-카스피 스텝 지대에서 발칸반도로의 인도유럽인의 이동을 촉발시켰다. 기원전 4200–4100년에 기후가 변화하였고, 유럽에 더 추운 겨울을 선사했다. 기원전 4200–3900년 사이에 다뉴브 계곡 하류의 많은 거주지들이 불태워지고 버려진 반면, 쿠쿠테니-트리필리아 문화는 요새화의 증가를 보여주었으며, 한편으로는 드네프르강을 향해 동쪽으로 이동하였다. 고대의 초기 인도 유럽어의 화자인 스텝 지대의 목동들은 기원전 4200-4000년에 다뉴브 계곡 하류에 퍼져나갔으며, 오래된 유럽의 붕괴를 야기했으며 그로 인해 이득을 보았다.

## 참고 문서
- 환경의 역사의 연표
- 본드 사건
- 4.2천년 사건
- 8.2천년 사건

## 참고 문헌
- Anthony, David W. (2007). 《The Horse, The Wheel, and Language : How Bronze-Age Riders From the Eurasian Steppes Shaped The Modern World》. Princeton University Press. ISBN 978-0-691-14818-2.